# هانس ولتر
 هانس ولتر (انگلیسی: Hans Wolter؛ زاده ۱۹۱۱ درگذشته ۱۹۷۸) یک فیزیک‌دان اهل آلمان بود.